# Lopholejeunea sphaerophora
Lopholejeunea sphaerophora là một loài Rêu trong họ Lejeuneaceae. Loài này được (Lehm. & Lindenb.) Stephani mô tả khoa học đầu tiên năm 1912.